# Istruzione domiciliare

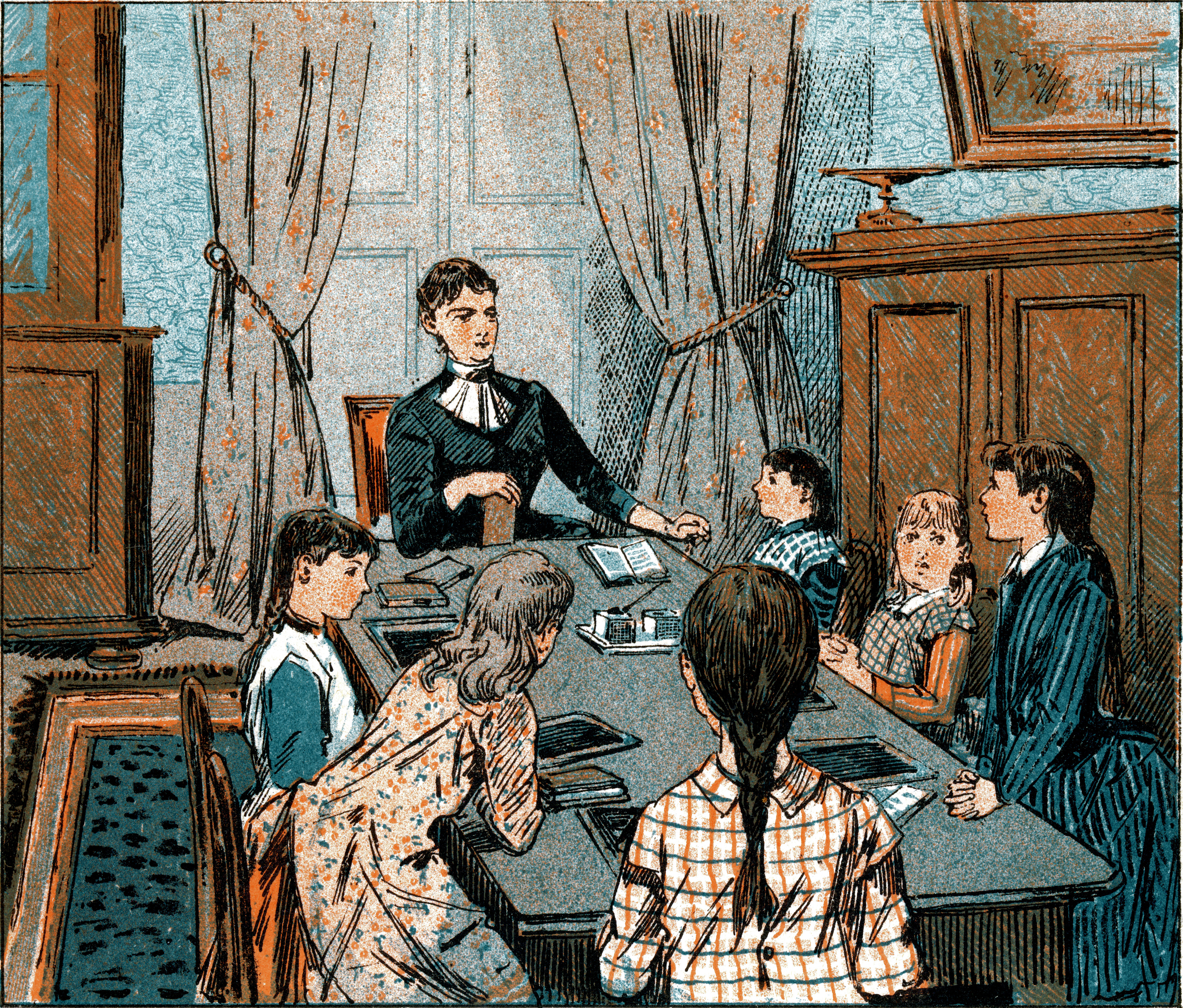
L'istruzione domiciliare in un'illustrazione del 1889

L'istruzione domiciliare è una forma di istruzione svolta al di fuori delle strutture istituzionali pubbliche e private, quali le scuole.
Ci sono varie motivazioni a favore dell'istruzione domiciliare, che normalmente ha una struttura e un'organizzazione completamente differente rispetto alle regole e organizzazione della scuola dell'obbligo.
Può essere finalizzata a garantire il diritto allo studio dei ragazzini impossibilitati a frequentare la scuola per gravi motivi di salute. L'obiettivo di questa istituzione è di consentire ai giovani una continuità nel percorso di apprendimento, sul piano sia relazionale, che cognitivo e didattico, al di là della malattia. Essa si può svolgere presso il domicilio del fanciullo, oppure anche in ospedale. Nel primo caso, essa è organizzata e gestita dalla scuola a cui è iscritta la persona in obbligo di istruzione. Nel secondo caso, essa è gestita a livello ospedaliero.
In molti casi, anche in assenza di problemi di salute, l'istruzione domiciliare è un'opzione legale per i genitori che vogliono formare i figli in ambienti di apprendimento diversi da quelli esistenti nelle scuole vicine.
L'istruzione domiciliare può riconoscere i membri della famiglia come tutori e insegnanti dei propri figli, in tal caso si parla di istruzione parentale, ma esistono allo stesso modo diverse realtà, come quella di ingaggiare insegnanti privati per tenere lezioni ai propri figli all'interno dell'ambiente domiciliare.
Si tratta di un fenomeno che è sempre esistito, essendo stato in passato l'unica forma di istruzione intellettuale.

## Tipi di istruzione domiciliare
L'ampia gamma di forme e metodi di istruzione parentale è difficile da classificare, tuttavia, dal punto di vista dell'uso del materiale curriculare, possiamo individuare almeno due tipologie, fra le quali ogni famiglia può beneficiare di un educatore:
- L'istruzione gratuita e senza scuola.
- L'istruzione operata da genitori riuniti in associazione, in un luogo che li ospita, pensato in alternativa alla scuola secondaria superiore.
- Curriculum Istruzione sotto la supervisione di una scuola o di università.

### Istruzione libera o non formale
Si basa sul principio che ogni bambino possiede la capacità intrinseca di apprendere, e che l'infanzia è il momento della vita migliore per scoprire il proprio potenziale. D'altra parte si ritiene che per raggiungere l'integrazione nella società sia molto più naturale vivere in essa piuttosto che isolati nelle aule scolastiche.
In questo modo i bambini e i genitori si concentrano solo sull'integrazione dei bambini con il maggior numero possibile di attività quotidiane, lavoro, divertimento, e così via.

### Curriculum educativo domestico
Si basa sul principio del riconoscimento dei curriculum esistenti nelle scuole e nelle università come i più adeguati ad essere insegnati e appresi dai bambini, considerando il loro monitoraggio e conseguimento come una parte importante dello sviluppo sociale del bambino. Così, i genitori agiscono come intermediari educativi tra la scuola e i propri figli. Essendo i genitori a gestire tutto il processo di apprendimento sotto il controllo dell'"ombrello" istituzionale, possono anche essere valutati insieme ai bambini.

### Forme intermedie di istruzione parentale
La maggioranza delle famiglie che ha scelto l'istruzione parentale entro le mura domestiche ha optato tra i due metodi sopra descritti, adottando diversi gradi di rigidità nella trasmissione verticale del sapere proveniente da qualsiasi programma o da uno autonomo, fornendo allo stesso tempo diversi gradi di libertà nell'apprendimento dei loro figli.

## Storia dell'istruzione domiciliare

### La nascita della scuola dell'obbligo
La scuola dell'obbligo più antica ebbe inizio in Occidente nel tardo Seicento e nel primo Settecento negli stati tedeschi di Gotha, Heidelheim, Calemberg e in particolare in Prussia.. Negli Stati Uniti, il primo stato ad approvare una legge obbligatoria per l'educazione fu il Massachusetts, nel 1789, e venne stabilito nel 1852 un vero e proprio "sistema moderno di istruzione di Stato obbligatorio". Durante questo periodo era ordinario che la maggior parte dei genitori usasse i libri per l'istruzione in casa come Fireside Education, 1828, oppure Helps to Education In The Homes Of Our Countries di Burton e Warren, 1863, o i servizi dei docenti itineranti, nella misura in cui i mezzi e le opportunità lo consentivano. Dopo che lo Stato del Massachusetts impose il suo sistema, altri stati iniziarono a rendere obbligatoria la frequenza scolastica, ma nel 1912, A.A. Berle della Università di Tufts affermava che i precedenti venti anni di educazione di massa erano stati un fallimento e che centinaia di genitori gli avevano chiesto come poter educare i propri figli a casa.

### Inizio dell'era moderna
A partire dagli anni 1970, le premesse e l'efficacia dell'istruzione obbligatoria venne contestata dalla pubblicazione di libri come Descolarizzare la società di Ivan Illich, 1970 e No More Public School, di Harold Bennett, 1972. Queste idee trovano posto nella riforma della scuola John Caldwell Holt che scrisse, nel 1976 Instead of Education: Ways To Help People Do Things Better Dopo la pubblicazione del libro, Holt è stato contattato dalle famiglie di tutti gli Stati Uniti, che avevano preso la decisione di educare i propri figli a casa. Successivamente, Holt iniziò a pubblicare una rivista dedicata alla educazione domestica chiamata Growing Without Schooling.
Quasi contemporaneamente, nella seconda metà del decennio degli anni settanta, gli educatori Ray e Dorothy Moore cominciarono a documentare e pubblicare i risultati delle loro ricerche sull'ottimizzazione della formazione nei bambini, il cui principale risultato è stato che i bambini non dovrebbero entrare nel sistema di istruzione formale prima dei dieci anni di età al fine di ottenere dei risultati ottimali dal punto di vista educativo e sociale. Il Moore ha inoltre adottato la formazione parentale ed è diventato uno dei principali sostenitori del sistema attraverso la pubblicazione di libri quali: Better Late Than Early (1975) e Home Grown Kids (1984).
La filosofia di base di John Holt per l'istruzione è semplice: "In sostanza ... l'animale umano è un animale da apprendimento, ci piace imparare, noi siamo bravi a farlo, non è necessario mostrarci come farlo. Ciò che uccide il processo sono coloro che interferiscono con esso o tentano di regolamentarlo o controllarlo." Non c'era una grande distanza da essa per raggiungere il concetto di istruzione parentale, e Holt sostenne più tardi, nel 1980: "Voglio chiarire che non vedo l'istruzione parentale come una sorta di risposta alle deficienze delle scuole. Penso che la famiglia è la base adeguata per l'esplorazione del mondo che intendiamo per apprendimento o istruzione. La casa sarebbe la base migliore, non importa quanto siano valide le scuole". Holt scrisse un libro sull'istruzione parentale, Teach Your Own (1981), e continuò sperando in un tipo di riforma descolarizzante più espansiva in materia di istruzione nel suo complesso, fino alla sua morte nel 1985.
In Spagna le teorie di Holt sono conosciute a partire dagli anni Ottanta grazie alla rivista Crecer sin escuela, l’unica ad essere pubblicata con continuità da maggio 1991 a dicembre 2002, per un numero complessivo di 71 articoli. Gli altri periodici diffusi hanno una diffusione marginale e sono: El buzón ,un bollettino interno autofinanziato e autogestito dalle famiglie che vede la pubblicazione di 6 numeri dal 1993 al 1997, e Aprender sin escuela, editato da Elsa Haas dall’agosto del 1989 e che arriva a pubblicare solo due bollettini. A differenza degli Stati Uniti, la linea ufficiale delle famiglie (capeggiata da Péter Szil e Bippan Norberg, editori di Crecer sin escuela) non ha una condotta pedagogica comune, ma la maggioranza è contraria alla legalizzazione e regolarizzazione di questa pratica, preferendo viverla al margine della legalità ed evitando i controlli statali. Così, dopo gli anni Novanta, i movimenti e le teorie degli ‘Unschooler’ hanno continuato a svilupparsi su un binario parallelo a quello statale.
Negli anni Ottanta il movimento diventa così esteso che nel 1993 questa pratica pedagogica viene riconosciuta in 50 paesi membri degli Stati Uniti.

### Sviluppi successivi
Negli ultimi anni, anche in altri contesti internazionali, approfittando delle aperture normative concesse dalle costituzioni, sono nate diverse scuole ‘alternative’, più o meno al margine della tradizionalità. Anche in questo caso, eccetto la famosa Summerhill inglese, che ha attirato l’attenzione dei pedagogisti fin dal suo atto costitutivo, per le altre realtà si hanno pochi approfondimenti. Per poterle classificare in modo da descrivere aspetti comuni, F. Codello e I. Stella hanno utilizzato l’espressione ‘scuole non autoritarie' perché tra gli aspetti più innovativi vi è la rinuncia alla valutazione e classificazione delle prove degli alunni e l’autogestione, da parte dei genitori e degli studenti, per quanto riguarda i percorsi curriculari e i progetti pedagogici. Tra queste rientrano: Escola do Ponte (Portogallo); Tamariki School (Nuova Zelanda); Hall School (Inghilterra); Sand School (Inghilterra); Frei Skole (Danimarca); Sudbury School (Inghilterra); Freue Scule (Brema); Carl Rogers (Budapest); Scuola Bonaventure (Francia); Villaggi Campill (rete internazionale); Granja escuelas (Spagna); scuole Wolford (rete internazionale).

### Magistero della Chiesa Cattolica
Con l'enciclica Sapientiae Christianae del 1890, il papa Leone XIII si espresse a favore del diritto dei genitori cattolici di provvedere in autonomia all'educazione cristiana dei propri figli ovvero all'interno di istituti scolastici indipendenti dagli Stati i cui programmi e metodi didattici non fossero in linea con la dottrina e l'etica della chiesa. Secondo il documento, mediante il Sacramento del Matrimonio i coniugi assumono un diritto-dovere nell'educazione della prole il quale appartiene all'ordine divino e naturale della creazione.

## Situazione internazionale
In alcuni Paesi l'istruzione domiciliare ("homeschooling") è vietata dalla legge, e pertanto non costituisce un'alternativa lecita alla frequenza obbligatoria delle scuole pubbliche o private riconosciute dalla pubblica autorità.
In altri Paesi (come Belgio e Irlanda) il diritto all'istruzione domiciliare è sancito in Costituzione. Nella maggioranza dei Paesi in cui è legale, l'istruzione domiciliare è subordinata alla supervisione di un istituto statale (ed eventualmente di uno privato accreditato), e al superamento di un esame annuale per poter conseguire il titolo di studio presso di esso. 
Per un ristretto numero di Paesi sono indicati alcuni aspetti inerenti alla modalità di esame: in Finlandia è una verifica sia orale che scritta, in Portogallo deve avere luogo in lingua madre, in Colombia è equiparabile al SAT statunitense.
Di frequente, l'istruzione domiciliare è ammessa per allievi che presentano particolari esigenze: diversamente abili, malati cronici, appartenenti a famiglie espatriate. La Repubblica Federale Tedesca è uno dei Paesi che prevede l'eccezione giuridica di più ampia portata, in quanto l'istruzione domiciliare è genericamente prevista come diritto di studenti per i quali la prosecuzione della regolare frequenza scolastica creerebbe un’indebita difficoltà di apprendimento.
La legislazione francese prescrive controlli ispettivi a cadenza annuale, mentre l'Islanda limita la possibilità di insegnamento ai soli docenti qualificati dal possesso di certificazioni specifiche.

### Africa
| Paese o regione | Status                                                                         | Statistiche                      | Riferimenti |
| --------------- | ------------------------------------------------------------------------------ | -------------------------------- | ----------- |
| Sierra Leone    | Illegale, l'istruzione pubblica è obbligatoria senza eccezioni note.           |                                  | 1           |
| Sudafrica       | Legale come scelta alternativa al sistema pubblico di istruzione obbligatoria. | Tra i 30 000 e i 100 000 allievi | 1           |

### America settentrionale
| Paese / regione | Status | Stime                                                     | Riferimenti |
| --------------- | --- | --------------------------------------------------------- | --- |
| Canada          | Legale, rispetto a determinate prescrizioni di legge (Alberta – regolamentato, Columbia Britannica – obbligo di registrazione, Manitoba – lecito, Terranova – lecito, Nuovo Brunswick – lecito, Territori del Nord-Ovest – regolamentato, Nuova Scozia – regolamentato, Ontario – regolamentato, Isola Principe Edoardo – regolamentato, Québec – lecito, Saskatchewan – lecito, Yukon – regolamentato). | Oltre 60 000 allievi.                                     | 12 Archiviato il 6 luglio 2016 in Internet Archive.3 Archiviato il 12 dicembre 2016 in Internet Archive.4 Archiviato il 12 gennaio 2015 in Internet Archive. |
| Groenlandia     | Illegale, l'istruzione pubblica è obbligatoria senza eccezioni note. | In linea di principio, l'"homeschooling" non è consentito | 1 2 |
| Stati Uniti     | Legale, subordinato alle norme variabili da stato a stato. | Circa 2,5 milioni.                                        | 1 |

### America Latina e Caraibi
| Paese / regione         | Status | Stime                                                      | Riferimenti                                          |
| ----------------------- | --- | ---------------------------------------------------------- | ---------------------------------------------------- |
| Belize                  | Le famiglie espatriate hanno diritto ad iscriversi ai programmi di "homeschooling". Non è univocamente definita la frequenza obbligatoria degli istituti scolastici con riguardo ai possessori della cittadinanza.                                                                   | Non noto.                                                  |                                                      |
| Brasile                 | Illegale, l'istruzione pubblica o privata sono obbligatorie senza eccezioni note. | Tra le 800 e le 2.000 famiglie.                            | 2 3                                                  |
| Colombia                | Legale. Regolamentata dal Ministero dell'Istruzione e dall'ICFES (Istituto Colombiano per la Promozione dell'Istruzione Superiore). Per potersi iscrivere ad un istituto superiore, lo studente deve superare un esame di ammissione pubblico ed un test simile al SAT statunitense. | N/A                                                        | 1                                                    |
| Costa Rica              | Illegale, l'istruzione pubblica o privata è obbligatoria senza eccezioni note. |                                                            | 1 Archiviato il 2 febbraio 2017 in Internet Archive. |
| Cuba                    | Illegale, l'istruzione pubblica è obbligatoria senza eccezioni note. | In linea di principio, l’”homeschooling” non è consentito. | 1 2                                                  |
| El Salvador             | Illegale, l'istruzione pubblica è obbligatoria senza eccezioni note. | In linea di principio, l'"homeschooling" non è consentito. |                                                      |
| Guatemala               | Illegale, l'istruzione pubblica è obbligatoria senza eccezioni note. | Non noto.                                                  | 1 2                                                  |
| Messico                 | Non noto. |                                                            |                                                      |
| Panama                  | Non noto. |                                                            |                                                      |
| Perù                    | Legale. È richiesto preventivamente di registrarsi al Ministero dell’Istruzione. |                                                            |                                                      |
| Repubblica del Suriname | Legale. | In linea di principio, l'"homeschooling" non è consentito. | 1                                                    |
| Trinidad e Tobago       | Illegale, l'istruzione pubblica è obbligatoria senza eccezioni note. | In linea di principio, l'"homeschooling" non è consentito  |                                                      |

### Asia
| Paese / regione | Status | Stime                                                      | Riferimenti                                          |
| --------------- | --- | ---------------------------------------------------------- | ---------------------------------------------------- |
| Armenia         | Illegale, l'istruzione pubblica è obbligatoria senza eccezioni note. | In linea di principio, l'"homeschooling" non è consentito. | 1 Archiviato il 13 giugno 2011 in Internet Archive.  |
| Azerbaigian     | Illegale, l'istruzione pubblica è obbligatoria senza eccezioni note. | In linea di principio, l'"homeschooling" non è consentito. | 1                                                    |
| Corea del Nord  | Illegale, l’istruzione regolata dal governo è obbligatoria e incentivata. |                                                            |                                                      |
| Corea del Sud   | Vietata in linea di principio dalla legge, ma con alcune antinomie. Gli studenti iscritti ad un programma di "homeschooling" generalmente non incontrano problemi con le autorità.                         |                                                            | 1 Archiviato il 20 luglio 2016 in Internet Archive.  |
| Filippine       | Legale. | Oltre i 4000 allievi.                                      |                                                      |
| Georgia         | Illegale, l'istruzione pubblica è obbligatoria senza eccezioni note. | In linea di principio, l'"homeschooling" non è consentito. | 1 2                                                  |
| India           | Legale come possibile scelta alternativa all'istruzione pubblica obbligatoria. | compresa fra 0,5 e 2,71 milioni di individui.              | 1 Archiviato il 28 gennaio 2017 in Internet Archive. |
| Indonesia       | Legale come possibile scelta alternativa all'istruzione pubblica obbligatoria. |                                                            |                                                      |
| Israele         | Legale, rispetto a certe limitazioni previste dalla legge. | 448 allievi (dati del 2013/2014).                          | חינוך ביתי#המצב כיום                                 |
| Kazakistan      | Non vietata, ma nemmeno erogata per legge. Legale per i non-residenti; legale e fornita per legge agli studenti meritevoli e diversamente abili. Regolarmente sponsorizzata con campagne di porta-a-porta. | Numerose famiglie espatriate.                              | 1                                                    |
| Tailandia       | Legale a partire dal 1992. |                                                            |                                                      |
| Taiwan          | Legale a partire dal 2011. |                                                            |                                                      |
| Turchia         | Illegale, l'istruzione pubblica è obbligatoria senza eccezioni note. | In linea di principio, l'"homeschooling" non è consentito. |                                                      |

### Europa
| Paese / regione      | Status | Stime                                                                | Riferimenti |
| -------------------- | --- | -------------------------------------------------------------------- | --- |
| Albania              | Illegale, l'istruzione pubblica è obbligatoria senza eccezioni note. | In linea di principio, l'"homeschooling" non è consentito.           | 1 |
| Andorra              | Illegale, l'istruzione pubblica è obbligatoria senza eccezioni note. | In linea di principio, l'"homeschooling" non è consentito.           | 1 2 |
| Austria              | Legale, ma subordinato a requisiti restrittivi. L'"homeschooling" è permesso a condizione che la qualità dell’istruzione sia equivalente a quella del sistema scolastico statale. | 2100                                                                 | [ 10 ] |
| Azerbaigian          | Illegale, l'istruzione pubblica è obbligatoria senza eccezioni note. | In linea di principio, l'"homeschooling" non è consentito.           | 1 2 |
| Belgio               | Legale, ma subordinato a requisiti restrittivi. In Belgio, l'"homeschooling" è un diritto sancito in Costituzione. | 500                                                                  | 1 2 |
| Bielorussia          | Illegale, l'istruzione pubblica è obbligatoria senza eccezioni note. | In linea di principio, l'"homeschooling" non è consentito.           | 1 Archiviato il 28 maggio 2009 in Internet Archive. |
| Bosnia ed Erzegovina | Illegale, l'istruzione pubblica è obbligatoria senza eccezioni note. | In linea di principio, l'"homeschooling" non è consentito            | 1 2 |
| Bulgaria             | Illegale, il sistema di istruzione pubblica è obbligatorio. L'"homeschooling" è lecito solamente per categorie di studenti con particolari esigenze, e subordinato ad un rigido controllo delle autorità di governo. | Meno di 100 famiglie.                                                | 1 2 Archiviato il 28 gennaio 2017 in Internet Archive. |
| Cipro                | Illegale, l'istruzione pubblica è obbligatoria senza eccezioni note. | In linea di principio, l'"homeschooling" non è consentito.           | 1 |
| Città del Vaticano   | Non sono state reperite fonti relative al sistema educativo di istruzione e formazione. |                                                                      | |
| Croazia              | Illegale, l'istruzione pubblica è obbligatoria senza eccezioni note. | In linea di principio, l'"homeschooling" non è consentito.           | 1 |
| Danimarca            | Legale come alternativa alla scuola pubblica dell'obbligo. | 350 allievi (dati del 2017).                                         | |
| Estonia              | Legale, ma subordinata al controllo dell'autorità scolastica. Gli studenti iscritti ad un programma di "homeschooling" sono soggetti alla supervisione di un istituto scolastico accreditato (anche privato), e devono superare un esame annuale, per ricevere il titolo di studio da parte della scuola incaricata della supervisione. | Meno di 100 allievi.                                                 | 1 |
| Finlandia            | Legale, come scelta alternativa al sistema di istruzione pubblica obbligatoria. Sono prescritti esami scritti e orali in itinere. | Tra i 400 e i 600 allievi.                                           | 1 2 |
| Francia              | Legale come scelta alternativa al sistema di istruzione pubblica obbligatoria. Sono prescritte ispezioni a cadenza annuale. | 5063                                                                 | |
| Germania             | Illegale, è obbligatoria l'istruzione pubblica o privata (presso istituti accreditati), con la sola eccezione dei singoli studenti per i quali la prosecuzione della regolare frequenza scolastica creerebbe un'indebita difficoltà di apprendimento.                                                                                   | 400                                                                  | 12 Archiviato il 3 gennaio 2018 in Internet Archive. |
| Grecia               | Illegale, l'istruzione pubblica è obbligatoria senza eccezioni note. | In linea di principio, l'"homeschooling" non è consentito.           | 1 |
| Irlanda              | Legale, l'"homeschooling" è contemplato come diritto costituzionale. | 1100                                                                 | |
| Islanda              | Legale solo avvalendosi di docenti in possesso delle necessarie certificazioni; diversamente è obbligatoria la frequenza delle scuole pubbliche. | Non noto.                                                            | |
| Italia               | Legale, l'"homeschooling" è consentito dalla Costituzione. | Non noto.                                                            | 12 |
| Lettonia             | Legale, ma subordinata al controllo dell'autorità scolastica. Gli studenti iscritti ad un programma di "homeschooling" sono soggetti alla supervisione di un istituto scolastico accreditato (anche privato), e devono superare un esame annuale, per ricevere il titolo di studio da parte della scuola incaricata della supervisione. | Meno di 100 allievi.                                                 | 1 2 |
| Liechtenstein        | Illegale, l'istruzione pubblica è obbligatoria senza eccezioni note. | In linea di principio, l'"homeschooling" non è consentito.           | 1 2 |
| Lituania             | Illegale, l'istruzione pubblica è obbligatoria senza eccezioni note. | In linea di principio, l'"homeschooling" non è consentito.           | 1 2 |
| Lussemburgo          | Legale, limitatamente all’istruzione primaria. | Non noto.                                                            | 1 2 |
| Macedonia del Nord   | Illegale, l'istruzione pubblica è obbligatoria senza eccezioni note. | In linea di principio, l'"homeschooling" non è consentito            | 1 2 |
| Malta                | Illegale, l'istruzione pubblica è obbligatoria senza eccezioni note. | In linea di principio, l'"homeschooling" non è consentito.           | 1 2 3 |
| Moldavia             | Illegale, l'istruzione pubblica è obbligatoria senza eccezioni note. | In linea di principio, l'"homeschooling" non è consentito.           | 1 |
| Montenegro           | Illegale, l'istruzione pubblica è obbligatoria senza eccezioni note. | In linea di principio, l'"homeschooling" non è consentito.           | |
| Norvegia             | Legale. | Oltre 400 allievi.                                                   | 12NHUF |
| Paesi Bassi          | Illegale, l'istruzione pubblica è obbligatoria, con alcune eccezioni note. | Circa 800 allievi esentati.                                          | |
| Polonia              | Legale, ma subordinata a condizioni stabilite dalla legge. Gli studenti iscritti ad un programma di "homeschooling" sono soggetti alla supervisione di un istituto scolastico accreditato (anche privato), e devono superare un esame annuale, per ricevere il titolo di studio da parte della scuola incaricata della supervisione.    | Circa 14 000 allievi (dati del 2017).                                | 1 2 Archiviato il 28 gennaio 2017 in Internet Archive.3 4 |
| Portogallo           | Legale. I minori residenti da almeno 4 mesi devono per legge frequentare la scuola. L'"homeschooling" è consentito solamente seguendo i programmi scolastici nazionali. Gli studenti devono superare un esame annuale in lingua portoghese.                                                                                             | Non noto.                                                            | 1 Archiviato il 28 gennaio 2017 in Internet Archive. 2 3 Archiviato il 6 maggio 2018 in Internet Archive. 4 Archiviato il 1º giugno 2018 in Internet Archive.       |
| Regno Unito          | Legale, come scelta alternative al sistema pubblico di istruzione obbligatoria. | Da 20 000 a 100 000 allievi.                                         | 1 |
| Repubblica Ceca      | Legale, ma subordinata a requisiti di legge restrittivi come alternativa alla scuola primaria; autorizzata dal Ministro dell'Istruzione in via sperimentale come scelta alternativa alla scuola secondaria. | 500 famiglie.                                                        | 1 Archiviato il 10 luglio 2014 in Internet Archive. 2 Archiviato il 24 settembre 2015 in Internet Archive.3 4                                                       |
| Romania              | Legale, ma subordinato a requisiti restrittivi. Possono aderire a programmi di "homeschooling" studenti diversamente abili, con particolari esigenze ovvero che non possono fisicamente essere presenti negli istituti, e sono assegnati alla supervisione di un insegnante specificamente qualificato.                                 | Non noto.                                                            | 1 Archiviato il 7 febbraio 2019 in Internet Archive. 3 4 |
| Russia               | Legale a partire dal 1992. Tuttavia, la legge è sostanzialmente disapplicata. Gli studenti iscritti a programmi di "homeschooling" sono soggetti alla supervisione di un istituto abilitato dall'autorità statale (anche privato) e devono superare un esame annuale, per poter conseguire il titolo di studio da tale istituto.        | Non noto.                                                            | 1 |
| San Marino           | Illegale, l'istruzione pubblica è obbligatoria senza eccezioni note. | In linea di principio, l'"homeschooling" non è consentito.           | 1 |
| Serbia               | Legale. | Non noto.                                                            | 1 Archiviato il 28 marzo 2018 in Internet Archive. |
| Slovacchia           | Legale, ma subordinate a requisiti restrittivi (studenti malati, ovvero compresi fra i 6 e i 10 anni di età). | Non noto (In linea di principio, l'"homeschooling" non è consentito. | [ 12 ] [ 13 ] |
| Slovenia             | Legale. | Non noto.                                                            | 1 |
| Spagna               | Non noto, sebbene il diritto alla libertà educative sia sancito dalla Costituzione, la legge nazionale sull'istruzione scolastica afferma che l’obbligo scolastico debba essere soddisfatto tramite la frequenza degli istituti scolastici.                                                                                             | Circa 2000 famiglie.                                                 | 1 2 |
| Svezia               | Illegale, fino al giugno 2010; ipoteticamente consentito per particolare circostanze quali problemi di salute degli allievi oppure trasferimenti della famiglia. Tuttavia, nemmeno questi casi sono mai stati ufficialmente regolamentati.                                                                                              | 200 famiglie.                                                        | 1 Archiviato il 29 marzo 2016 in Internet Archive. 2 Archiviato il 29 marzo 2016 in Internet Archive. 3 4 5 6 Archiviato il 19 novembre 2011 in Internet Archive. 7 |
| Svizzera             | Legale in circa tre quarti dei cantoni, regolamentato in modo molto restrittivo. | Tra i 200 e i 500 allievi.                                           | 1 |
| Ucraina              | Legale, ed espressamente prevista dagli articoli 59 e 60 della legge scolastica nazionale. | 100 famiglie.                                                        | 1 Archiviato il 14 aprile 2016 in Internet Archive. |
| Ungheria             | Legale, ma subordinata a restrittivi requisiti di legge. I singoli studenti iscritti ad un programma di "homeschooling" devono iscriversi ad una scuola accreditata, incaricata della supervisione, e devono superare un esame annuale, per conseguire il titolo di studio da tale istituto.                                            | 7400 allievi (dati del 2008).                                        | 1 2 |

### Oceania
| Paese o regione | Status                                                                | Statistiche | Riferimenti |
| --------------- | --------------------------------------------------------------------- | ----------- | ----------- |
| Australia       | Legale, come scelta alternativa all'istruzione pubblica obbligatoria. | 15 000      | 1           |
| Nuova Zelanda   | Legale, come scelta alternativa all'istruzione pubblica obbligatoria. | 6500        |             |

## Situazioni nazionali

### Australia
Le statistiche australiane non registrano le famiglie che educano a casa, però la quantità può stimarsi grosso modo in 15 000. Nel 1995, Roland Meighan della Nottingham School of Education valutò in 20.000 di queste famiglie.

### Canada
Meighan stimò nel 1995 il numero totale di istruiti in casa nel Canada fra le 10 000 e le 20 000 unità.
Karl M. Bunday stimò, nel 1995, basandosi su monitoraggi periodici, che in Canada circa l'1% dei bambini in età scolare era stato istruito in casa. Nell'aprile del 2005, il numero totale di studenti istruiti in casa registrati nella Columbia Britannica era all'incirca di 3068 unità.

### Italia
In Italia la Costituzione stabilisce che "È dovere e diritto dei genitori mantenere, istruire ed educare i figli [...] Nei casi di incapacità dei genitori, la legge provvede a che siano assolti i loro compiti." (Articolo 30). Mentre il D.lgs del 16 aprile 1994, n. 297, all'art. 111, ne inizia a definire le modalità burocratiche di comunicazione alle istituzioni scolastiche.
Inoltre, l'articolo 33 della Costituzione italiana cita: "L'arte e la scienza sono libere e libero ne è l'insegnamento. La Repubblica detta le norme generali sull'istruzione ed istituisce scuole statali per tutti gli ordini e gradi.".
L'art. 34 recita che "L'istruzione inferiore, impartita per almeno otto anni, è obbligatoria e gratuita", che in combinato con l'art. 33 il quale opera la distinzione terminologica fra "scuola" e "istruzione", è interpretato nel senso di una più generale obbligatorietà dell'istruzione e non del tipo di scuola, e una conseguente legittimità delle scuole parentali.
In Italia non è stata condotta alcuna campagna per la legalizzazione dell'educazione parentale negli anni Ottanta, essendo l'educazione in casa una possibilità prevista dal diritto costituzionale (art.118) che legittima la "sussidiarietà orizzontale". I movimenti oggi attivi sul territorio hanno ottenuto con la legge Moratti n.76/2005 la possibilità di inserire i giovani coinvolti in questo tipo di educazione all'interno del percorso statale obbligatorio in qualsiasi anno scolastico, effettuando un esame di ingresso e rendicontando il programma svolto in famiglia. Il dirigente scolastico della scuola di appartenenza o il sindaco del comune sono responsabili dell’assolvimento dell’obbligo di istruzione per tutto il tempo che i genitori educano i figli in casa. Anche nel caso italiano non si conoscono i numeri effettive del fenomeno, la cifra stimata dalle quattordici associazioni ammonta a circa mille famiglie. In alcune realtà dove il fenomeno è più esteso, il Comune organizza un'area di supporto. La scelta di non iscrivere i bambini a scuola coinvolge però prevalentemente i bambini dai tre ai sei anni, età per la quale non è previsto l’obbligo; le esperienze di educazione "alternativa" rientrano quindi, dal punto di vista legale, nella scelta delle famiglie di una "educazione privata". In linea generale, fanno parte della rete di ‘scuole alternative italiane’ per l’infanzia: gli asili steineriani, in cui viene dato particolare rilievo al ritmo di crescita spirituale dei bambini; gli asili nel bosco, una esperienza educativa nata in Danimarca basata su un modello di esplorazione all’aria aperta in cui la conoscenza avviene per autoimposizione di regole, le recenti "scuole di decrescita", ovvero scuole infantili collocate in eco-villaggi. Le famiglie che scelgono di continuare questo tipo di educazione meno autoritaria optano talvolta, in sostituzione della scuola primaria, per il modello parentale o entrano nella gestione di una ‘scuola libera’, intendendo con questa espressione la scelta di alcune famiglie, legalmente in educazione parentale, di educare i propri figli in uno spazio comune autogestito. Talvolta invece, un percorso legato alle difficoltà di inserimento del bambino o una precisa ideologia familiare, conducono alla ricerca di reti di supporto ad una educazione non statale scegliendo in un secondo momento l’educazione in casa.
Nel 2021-2022 l'istruzione domiciliare in Italia è aumentata di 6 volte rispetto agli anni precedenti in quanto alcuni genitori sostengono che protegga maggiormente dal bullismo rispetto all'istruzione a scuola.

### Spagna
In linea di massima il cosiddetto homeschooling si considera legale, dato che l'educazione è obbligatoria fino ai 16 anni, e vi è una contraddizione fra gli articoli 10 e 27 della Costituzione che si manifesta come di seguito:
Articolo 27.
- 1. Si riconosce la libertà di insegnamento.
- 3. Le istituzioni garantiscono il diritto dei genitori affinché i loro figli ricevano la formazione religiosa e morale secondo le loro convinzioni.

Articolo 10.
- 1. La dignità della persona, i diritti inviolabili che le sono inerenti, il libero sviluppo della personalità, il rispetto della legge e dei diritti altrui sono il fondamento dell'ordine pubblico e della pace sociale.
- 2. Le norme relative ai diritti fondamentali e alle libertà che la Costituzione riconosce, si interpreteranno in conformità con la Dichiarazione Universale dei Diritti Umani e ai trattati e accordi internazionali sulle medesime materie ratificate per la Spagna.

Per maggiori informazioni consultare il libro: Ana María Redondo, Defensa de la Constitución y enseñanza básica obligatoria. Integración educativa intercultural y homeschooling.
Nel marzo del 2009, la Generalitat de Catalunya annuncia che regolerà questa modalità di istruzione.
L'emendamento nº 170, proposto dalla Esquerra Republicana e firmato anche da PSC e ICV, aggiunge un'ulteriore disposizione:
"Scolarizzazione e insegnamenti obbligatori"
"Gli insegnamenti obbligatori stabiliti nell'articolo 5.1 si impartiscono normalmente nelle scuole. Tuttavia, attraverso i regolamenti si stabiliranno le misure per garantire i diritti dei bambini e dei giovani di quei genitori o tutori che optano eccezionalmente di educare i propri figli nelle fasi dell'educazione di base nell'ambito familiare. Tali misure prevedono inoltre l'accreditamento delle competenze del Laureato in Educazione Secondaria Obbligatoria."
Oggi il numero di famiglie che in Spagna adottano la scelta di educare i figli in casa si aggira tra i duemila e i quattromila, almeno attenendosi a dichiarato dai blog e dai giornali. Il governo non ha effettuato una statistica sul fenomeno che rientra tra i dati della dispersione scolastica. Dal punto di vista legale, l’articolo 68 della Ley Orgánica de la Educación en España del 2006 permette di reinserirsi nel percorso riconosciuto dallo stato solo ottenendo il titolo di Educazione Secondaria all'età di 18 anni, mentre attraverso la scolarizzazione ordinaria si accede allo stesso esame a soli 16 anni. La maggior parte delle famiglie preferisce inserire i figli all'interno del percorso statunitense, dove le università aprono le porte agli "homeschooler" attraverso un esame di ingresso, senza richiedere alcun titolo che attesti gli anni di scolarizzazione ufficiale. Gli studenti, in genere, omologano in seguito il titolo universitario dandogli una validità giuridica anche in Spagna. Le due associazioni di "homeschooler" più importanti sono Asociacion para la Libre educación e Educar en Familia. Attraverso le rispettive piattaforme digitali le associazioni si occupano di aggiornare l’informativa sull'educazione parentale legata agli aspetti normativi, inoltre, offrono materiali, letture e incontri conoscitivi. Attraverso la piattaforma Libertad Educativa vengono organizzati anche incontri tra famiglie, condivisioni di esperienze e la raccolta di narrazioni educative dei genitori. Uno degli eventi annuali è el Encuentro e alternativas en Educación, al quale partecipano anche pedagogisti, scrittori, poeti, artisti circensi e persone interessate al tema. In Spagna, la "homeschooling", insieme alle esperienze di scuole libere ed autogestite, viene considerata un'"educazione alternativa" alla scuola, di cui la più grande piattaforma nazionale è offerta dall'organizzazione Ludus, mentre il riferimento internazionale è REEVO.

## Casi famosi
Si sono avvalsi dell'istruzione domiciliare, tra gli altri: gli scienziati Pierre Curie e Benjamin Franklin; le scrittrici Agatha Christie e Louisa May Alcott; i tennisti Elise Mertens e Learner Tien  ; il regista Silvano Agosti; i due fratelli attori Gabriel Basso e Annalise Basso; l’imprenditrice Giulia Maria Crespi; il bambino prodigio Jacob Barnett ; la maggior parte dei membri della Kelly Family. Grazia Deledda, scrittrice premio Nobel per la letteratura, frequentò le scuole elementari fino alla classe quarta, dopodiché le fu impartita l'istruzione domiciliare.

## Critiche
Alcune delle critiche mosse verso l'istruzione domiciliare sono:
- Minori possibilità di socializzazione per l'alunno rispetto all'istruzione a scuola.
- In caso di istruzione familiare, uno o più genitori devono dedicare meno tempo al proprio lavoro (con possibili riduzioni del reddito famigliare) e/o ai propri hobby o alla cura di altri figli.
- Non sempre l'istruzione domiciliare può offrire la stessa qualità rispetto a quella scolastica.
- Costi più elevati rispetto all'iscrizione dell'alunno alle scuole pubbliche. Per poter offrire allo studente diverse materie di studio si devono infatti assumere più insegnanti specializzati.
- In casa spesso non sono disponibili strutture specializzate per alcune materie invece presenti a scuola, ad esempio laboratori di chimica o biologia, palestre e altro.
- Non offre allo studente esperienze vivibili a scuola come gite didattiche, concerti di Natale e competizioni sportive.
- Gli "homeschooler" potrebbero affrontare problemi legali in alcuni Paesi a livello di riconoscimento di tale istruzione[46][47].
- Alcune scuole sono maggiormente apprezzate a livello di curriculum vitae nel mondo del lavoro rispetto all'istruzione domiciliare.